# Hong Myung-bo
Hong Myung-bo (en hangul, 홍명보; en hanja, 洪 明甫; nacido el 12 de febrero de 1969 en Seúl) es un exfutbolista y entrenador surcoreano. Jugaba de defensa o centrocampista y su último club fue Los Angeles Galaxy de Estados Unidos. Actualmente dirige a la selección de Corea del Sur.
Hong es a menudo considerado uno de los mejores futbolistas asiáticos de todos los tiempos. Además, fue internacional absoluto por la Selección de fútbol de Corea del Sur y disputó cuatro Copas Mundiales de la FIFA, por lo que fue el primer jugador asiático en participar en cuatro torneos finales consecutivos de la Copa del Mundo. Fue el primer futbolista de Asia que recibió el Balón de Bronce en la Copa del Mundo. Con el mediocampista japonés Hidetoshi Nakata, fue uno de los únicos dos jugadores asiáticos elegidos entre el FIFA 100, la selección de Pelé sobre los 125 mejores futbolistas vivos del mundo.

## Carrera

### Clubes como futbolista
En 1992, Hong comenzó su carrera profesional en POSCO Atoms y jugó en este club durante cinco años. El 10 de mayo de 1995, anotó un tiro libre de 47 metros.
Sus actuaciones en la Copa del Mundo lo dieron a conocer fuera de Asia, y el 28 de diciembre de 1994 fue invitado con Kazuyoshi Miura a participar en un partido benéfico, organizado por AS Roma, como miembro de la selección mundial. En dicho amistoso, jugó con el número 10 y le dio una asistencia a Miura, cuyo tiro final salió desviado. El 30 de diciembre, también participó en un partido benéfico organizado por AC Milan como miembro de la selección mundial.
En la J. League, Hong ha jugado en Bellmare Hiratsuka durante dos temporadas y tres años en Kashiwa Reysol.
Se unió a Bellmare Hiratsuka en junio de 1997. Para entonces se habló de su traspaso a la J. League, pero debido a la oposición de la Asociación Coreana de Fútbol y otros, no le fue posible unirse a la liga japonesa, pero se decidió que la Copa Mundial de 2002 se celebraría de manera conjunta en Corea y Japón. Finalmente, la transferencia se resolvió exitosamente. El 2 de julio, hizo su debut en la J. League contra Nagoya Grampus Eight. Durante su tiempo en Bellmare, jugó como centrocampista debido a las necesidades del equipo. El 4 de diciembre de 1997, él, Zinedine Zidane, Hidetoshi Nakata, entre otros, participaron en el partido entre la selección europea contra la selección mundial para conmemorar la Copa del Mundo de Francia.
En 1999, Hong se trasladó a Kashiwa Reysol y se convirtió en el primer capitán surcoreano en la J. League. Con la incorporación de Hong, la defensa de Reysol se estabilizó y terminó cuarto tanto en la primera como en la segunda etapa. En la 1.ª etapa, el 13 de marzo, marcó su primer gol tras pasar a la J. League en la segunda fecha ante el Avispa Fukuoka, y el 29 de mayo anotó en un empate ante su exclub Bellmare Hiratsuka, válido por la 15.ª fecha. En la 2.ª etapa, marcó un gol contra Avispa Fukuoka en la fecha 12 y otro contra Júbilo Iwata en la fecha siguiente. Por otra parte, en la Copa J. League 1999 anotó en el partido de ida de los cuartos de final ante Júbilo Iwata y contribuyó a la clasificación a semifinales, donde enfrentaría a Nagoya Grampus Eight. Sin embargo, fue amonestado en el encuentro de vuelta y se perdió la final ante Kashima Antlers por acumulación de tarjetas amarillas. Kashiwa Reysol finalmente salió campeón de la Copa J. League 1999, que se transformó en el primer título de Hong como futbolista en Japón. A mediados de año, participó en el J. League All-Star Soccer.
En 2000, Hwang Sun-hong, compañero de la selección de Corea del Sur, se unió a Reysol y Hong fue nombrado capitán a pedido del entrenador Akira Nishino. Hong anotó el gol final contra el F.C. Tokyo en la fecha 4 de la 1.ª etapa, y abrió el marcador contra Kawasaki Frontale en la fecha 14, disputada el 20 de mayo. En el último partido de la segunda etapa, Kashiwa Reysol tenía la chance de obtener el título contra Kashima Antlers, pero empataron sin goles y terminaron segundos, lo que los despojó de la posibilidad de pelear por la final del campeonato. Como líder del equipo, Hong fue seleccionado en el J. League Best XI de ese año.
En 2001, Yoo Sang-chul se unió al Reysol por invitación de Hong, con el objetivo de ganar el campeonato con un equipo conformado por tres jugadores de la selección coreana, pero el equipo estaba fuera de forma y lento. Hong se perdió la segunda etapa debido a una lesión producida en un partido contra Yokohama F. Marinos el 18 de agosto, y dejó el Kashiwa Reysol el 9 de diciembre de 2001. El 4 de agosto del mismo año, volvió a participar en el J. League All-Star Soccer.
Después de regresar a Pohang Steelers en 2002, Hong partió para jugar en Los Angeles Galaxy de la MLS, con la idea de aprender inglés y marketing. Fue elegido comisionado para el Juego de Estrellas de la MLS de 2003, y se retiró como futbolista profesional en 2004. En marzo de ese año, fue seleccionado como uno de los 100 grandes futbolistas por Pelé.
En 2019, fue nombrado embajador oficial de la J. League.

### Selección nacional como futbolista
Hong fue convocado a la selección de Corea del Sur para la Copa Mundial de la FIFA 1990, solo cuatro meses después de su debut internacional. El jugador surcoreano más joven que participó en el torneo jugó los tres partidos de la fase de grupos y recibió la mayor cantidad de elogios en Corea del Sur, aunque perdieron todos los partidos de la zona. También fue seleccionado como miembro del equipo universitario de Corea del Sur para la Universiada de 1991. Al marcar un gol en el primer partido contra Argelia, los ayudó a avanzar a la final estabilizando la defensa del equipo. Tras empatar la final con Holanda sin goles, logró anotar el primer disparo de Corea del Sur en la tanda de penales, y finalmente ganó una medalla de oro.
Su talento fue más notable durante la fase de grupos de la Copa Mundial de la FIFA 1994. Cuando Corea del Sur tenía solo cinco minutos para empatar a España, quien ganaba el partido por 2-0, marcó el primer gol fuera del área grande y asistió a su compañero Seo Jung-won, quien igualó el marcador poco después, haciendo del encuentro un empate memorable contra España. En el partido que tuvo lugar dos semanas después, Corea del Sur perdía durante la primera mitad por 3-0 contra el campeón defensor Alemania, representado por numerosos jugadores hábiles, incluidos los dos ganadores del Balón de Oro Lothar Matthäus y Matthias Sammer. Después de que el delantero surcoreano Hwang Sun-hong anotara su primer gol en el torneo, el mismo Hong anotó el segundo con un disparo de larga distancia, pero ese fue el último gol del partido y Corea del Sur quedó eliminada de ese Mundial.
Hong participó en los Juegos Asiáticos de 1994 después de la Copa del Mundo, pero se lesionó la rodilla durante el partido de cuartos de final contra Japón. Corea del Sur perdió ante Uzbekistán en las semifinales después de que abandonara el torneo. Cuando Park Jong-hwan dirigía la selección de Corea del Sur, Hong entró en conflicto con Park, quien tenía una disposición autoritaria, y fue criticado por formar su facción dentro del equipo nacional. También se especulaba si había jugado el partido con pereza, después de que Corea del Sur perdiera 6-2 ante Irán en los cuartos de final de la Copa Asiática 1996. En la Copa Mundial de la FIFA 1998 en Francia, Corea del Sur fue eliminada en la primera ronda con un empate y dos derrotas. Hong no pudo evitar la derrota del equipo por 5-0 en el segundo juego contra Países Bajos. Fue convocado como jugador mayor de edad para la selección sub-23 de Corea del Sur para los Juegos Olímpicos de 2000, pero se lesionó justo antes del torneo y fue reemplazado por Kang Chul. En la Copa Asiática 2000, Corea del Sur no pudo ganar el torneo al terminar en tercer lugar, pero Hong fue seleccionado para el All-Star Team.
Hong capitaneó a Corea del Sur hasta un histórico cuarto puesto en la Copa Mundial de la FIFA 2002. Anotó el penal ganador para asegurar una victoria por 5-3 en los cuartos de final contra España después de un empate sin goles. El Grupo de Estudio Técnico lo votó como el tercer mejor futbolista del torneo, el ganador del Balón de Bronce, por lo que se convirtió en el primer jugador asiático en ser nombrado entre los tres mejores jugadores en una Copa del Mundo. Líder del trío defensivo coreano junto a Kim Tae-young y Choi Jin-cheul, terminó su carrera internacional después de un partido amistoso en 2002 contra Brasil, campeón de la Copa del Mundo, como el futbolista con más partidos en la historia de la selección de Corea del Sur, con 136 encuentros internacionales.

### Como entrenador
El 26 de septiembre de 2005, luego de su retiro como jugador, Hong regresó a la selección nacional como entrenador asistente. Ayudando al entrenador Dick Advocaat, participó en la Copa Mundial de la FIFA 2006 y trabajó con el próximo entrenador, Pim Verbeek, en la Copa Asiática 2007. Tras la renuncia de Verbeek, fue uno de los candidatos para convertirse en el próximo director técnico.
El 19 de febrero de 2009, la Asociación de Fútbol de Corea anunció que lo había designado como el entrenador de la selección sub-20 de Corea del Sur. Bajo su dirección, el equipo alcanzó los cuartos de final de la Copa Mundial Sub-20 de la FIFA 2009, pero fue eliminado debido a una derrota 3-2 ante Ghana, eventual campeón.
Hong también sirvió como entrenador asistente para la selección sub-23 de Corea del Sur con Park Sung-hwa. En octubre de 2009, asumió las funciones de entrenador en el equipo sub-23. Llevó a su equipo al tercer lugar en los Juegos Asiáticos de 2010. El 10 de agosto de 2012, Hong Myung-bo dirigió al equipo olímpico masculino a una victoria por 2-0 sobre Japón para asegurar la medalla de bronce en los Juegos Olímpicos de 2012, que estableció un récord al obtener la primera medalla de Corea del Sur en el fútbol olímpico. además de ser el primer equipo asiático en 44 años en ganar una medalla en ese evento.
Fue nombrado asistente del entrenador Guus Hiddink en Anzhí Majachkalá en agosto de 2012. Después de que Choi Kang-hee, el exdirector técnico de Corea del Sur, asumiera la responsabilidad por el mal desempeño del equipo en las eliminatorias para la Copa Mundial de la FIFA 2014 y renunciara a su cargo, Hong Myung-bo fue nombrado nuevo entrenador del equipo el 24 de junio de 2013 para preparar al seleccionado para el Mundial venidero. Después de una campaña en la Copa del Mundo sin victorias, Hong renunció a su cargo el 10 de julio de 2014.
El 24 de diciembre de 2020, Hong fue nombrado entrenador de Ulsan Hyundai.En octubre de 2022, obtuvo la K League 1 con una jornada de anticipación después de vencer al Gangwon FC por 2-1.Durante la siguiente temporada, revalidó el título a falta de tres jornadas luego de derrotar al Daegu FC por 2-0.
En julio de 2024, inició su segunda etapa al frente de Corea del Sur.

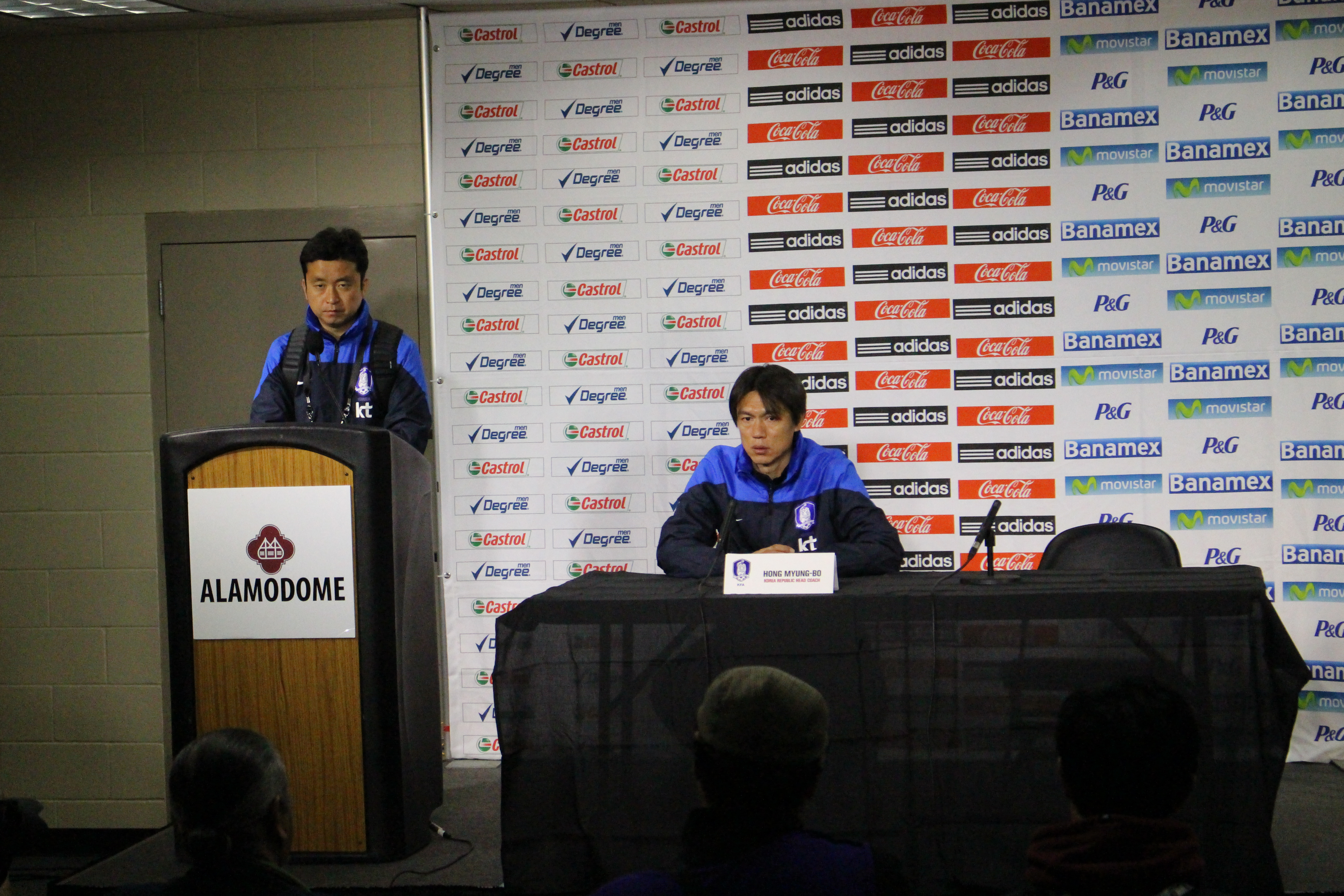
Hong Myung-bo en una conferencia de prensa en enero del 2014.

## Trayectoria

### Clubes como futbolista
| Club                      | País           | Año         |
| ------------------------- | -------------- | ----------- |
| Sangmu (servicio militar) | Corea del Sur  | 1991        |
| POSCO Atoms               | Corea del Sur  | 1992 - 1997 |
| Bellmare Hiratsuka        | Japón          | 1997 - 1998 |
| Kashiwa Reysol            | Japón          | 1999 - 2001 |
| Pohang Steelers           | Corea del Sur  | 2002        |
| Los Angeles Galaxy        | Estados Unidos | 2003 - 2004 |

### Selección nacional como futbolista
| Selección   | País          | Año       |
| ----------- | ------------- | --------- |
| Sub-23 (WC) | Corea del Sur | 2000      |
| Absoluta    | Corea del Sur | 1990-2002 |

### Clubes como entrenador
| Club                         | País          | Año       |
| ---------------------------- | ------------- | --------- |
| Anzhí Majachkalá (asistente) | Rusia         | 2013      |
| Hangzhou Greentown           | China         | 2016-2017 |
| Ulsan Hyundai                | Corea del Sur | 2021-2024 |

### Selección nacional como entrenador
| Selección            | País          | Año           |
| -------------------- | ------------- | ------------- |
| Absoluta (asistente) | Corea del Sur | 2005-2007     |
| Sub-23 (asistente)   | Corea del Sur | 2006-2008     |
| Sub-20               | Corea del Sur | 2009          |
| Sub-23               | Corea del Sur | 2009-2012     |
| Absoluta             | Corea del Sur | 2013-2014     |
| Absoluta             | Corea del Sur | 2024-presente |

## Estadísticas

### Como futbolista

#### Clubes
| Sangmu Corea del Sur |               |               |     |    |    |    |   |     |     |    |      |      |
| 2.ª | 1991          |               |     |    |    |    |   |     |     |    |      |      |
| Total club | Total club    | 0             | 0   | 0  | 0  | 0  | 0 | 0   | 0   | 0  | 0,00 |      |
| POSCO Atoms Corea del Sur |               |               |     |    |    |    |   |     |     |    |      |      |
| 1.ª | 1992          | 29            | 1   |    | 8  | 0  |   | 37  | 1   |    | 0,03 |      |
| 1.ª | 1993          | 11            | 1   |    | 1  | 0  |   | 12  | 1   |    | 0,08 |      |
| 1.ª | 1994          | 17            | 4   |    | 0  | 0  |   | 17  | 4   |    | 0,24 |      |
| 1.ª | 1995          | 24            | 1   |    | 7  | 0  |   | 31  | 1   |    | 0,03 |      |
| 1.ª | 1996          | 29            | 7   |    | 5  | 0  |   | 34  | 7   |    | 0,21 |      |
| 1.ª | 1997          | 0             | 0   |    | 6  | 0  |   | 6   | 0   |    | 0,00 |      |
| Total club | Total club    | 110           | 14  | 0  | 27 | 0  | 0 | 137 | 14  | 0  | 0,10 |      |
| Bellmare Hiratsuka Japón |               |               |     |    |    |    |   |     |     |    |      |      |
| 1.ª | 1997          | 10            | 0   |    | 3  | 1  |   | 13  | 1   |    | 0,08 |      |
| 1.ª | 1998          | 32            | 0   |    | 2  | 0  |   | 34  | 0   |    | 0,00 |      |
| Total club | Total club    | 42            | 0   | 0  | 5  | 1  | 0 | 47  | 1   | 0  | 0,02 |      |
| Kashiwa Reysol Japón |               |               |     |    |    |    |   |     |     |    |      |      |
| 1.ª | 1999          | 28            | 5   |    | 9  | 4  |   | 37  | 9   |    | 0,24 |      |
| 1.ª | 2000          | 29            | 2   |    | 4  | 0  |   | 33  | 2   |    | 0,06 |      |
| 1.ª | 2001          | 15            | 0   |    | 3  | 0  |   | 18  | 0   |    | 0,00 |      |
| Total club | Total club    | 72            | 7   | 0  | 16 | 4  | 0 | 88  | 11  | 0  | 0,13 |      |
| Pohang Steelers Corea del Sur |               |               |     |    |    |    |   |     |     |    |      |      |
| 1.ª | 2002          | 19            | 0   |    | 0  | 0  |   | 19  | 0   |    | 0,00 |      |
| Total club | Total club    | 19            | 0   | 0  | 0  | 0  | 0 | 19  | 0   | 0  | 0,00 |      |
| Los Angeles Galaxy Estados Unidos |               |               |     |    |    |    |   |     |     |    |      |      |
| 1.ª | 2003          | 25            | 0   |    | 2  | 0  |   | 27  | 0   |    | 0,00 |      |
| 1.ª | 2004          | 13            | 0   |    | 0  | 0  |   | 13  | 0   |    | 0,00 |      |
| Total club | Total club    | 38            | 0   | 0  | 2  | 0  | 0 | 40  | 0   | 0  | 0,00 |      |
| Total carrera | Total carrera | Total carrera | 281 | 21 | 0  | 50 | 5 | 0   | 331 | 26 | 0    | 0,08 |
| (1) Incluye datos de KFA Cup y Copa de la Liga (Corea del Sur), Copa del Emperador y Copa J. League (Japón), y Lamar Hunt U.S. Open Cup (Estados Unidos). (2) No incluye goles en partidos amistosos. |               |               |     |    |    |    |   |     |     |    |      |      |

#### Selección nacional
Fuente:
| Selección de Corea del Sur | Selección de Corea del Sur | Selección de Corea del Sur |
| Año                        | Part.                      | Goles                      |
| -------------------------- | -------------------------- | -------------------------- |
| 1990                       | 20                         | 2                          |
| 1991                       | 1                          | 0                          |
| 1992                       | 3                          | 1                          |
| 1993                       | 18                         | 2                          |
| 1994                       | 14                         | 4                          |
| 1995                       | 5                          | 0                          |
| 1996                       | 16                         | 1                          |
| 1997                       | 12                         | 0                          |
| 1998                       | 8                          | 0                          |
| 1999                       | 5                          | 0                          |
| 2000                       | 11                         | 0                          |
| 2001                       | 7                          | 0                          |
| 2002                       | 16                         | 0                          |
| Total                      | 136                        | 10                         |

##### Goles internacionales
| No  | Fecha                    | Sede                        | Oponente        | Gol   | Resultado   | Competición                                          |
| --- | ------------------------ | --------------------------- | --------------- | ----- | ----------- | ---------------------------------------------------- |
| 1.  | 3 de agosto de 1990      | Pekín, China                | China           | 1 gol | 1–1 (6–5 P) | Copa Dinastía 1990                                   |
| 2.  | 23 de septiembre de 1990 | Pekín, China                | Singapur        | 1 gol | 7–0         | Juegos Asiáticos de 1990                             |
| 3.  | 24 de agosto de 1992     | Pekín, China                | Corea del Norte | 1 gol | 1–1         | Copa Dinastía 1992                                   |
| 4.  | 13 de mayo de 1993       | Beirut, Líbano              | India           | 1 gol | 3–0         | Eliminatorias para la Copa Mundial de Fútbol de 1994 |
| 5.  | 19 de octubre de 1993    | Doha, Catar                 | Irak            | 1 gol | 2–2         | Eliminatorias para la Copa Mundial de Fútbol de 1994 |
| 6.  | 5 de junio de 1994       | Boston, Estados Unidos      | Ecuador         | 1 gol | 1–2         | Partido amistoso                                     |
| 7.  | 17 de junio de 1994      | Dallas, Estados Unidos      | España          | 1 gol | 2–2         | Copa Mundial de Fútbol de 1994                       |
| 8.  | 27 de junio de 1994      | Dallas, Estados Unidos      | Alemania        | 1 gol | 2–3         | Copa Mundial de Fútbol de 1994                       |
| 9.  | 11 de septiembre de 1994 | Gangneung, Corea del Sur    | Ucrania         | 1 gol | 1–0         | Partido amistoso                                     |
| 10. | 8 de agosto de 1996      | Ciudad Ho Chi Minh, Vietnam | China Taipéi    | 1 gol | 4–0         | Eliminatorias para la Copa Asiática 1996             |

##### Participaciones en fases finales
| Torneo                          | Sede                  | Resultado        | Partidos | Goles |
| ------------------------------- | --------------------- | ---------------- | -------- | ----- |
| Copa Mundial de Fútbol de 1990  | Italia                | Primera fase     | 3        | 0     |
| Juegos Asiáticos de 1990        | Pekín                 | Tercer puesto    | —        | —     |
| Copa Mundial de Fútbol de 1994  | Estados Unidos        | Primera fase     | 3        | 2     |
| Juegos Asiáticos de 1994        | Hiroshima             | Cuarto puesto    | —        | —     |
| Copa Asiática 1996              | EAU                   | Cuartos de final | 2        | 0     |
| Copa Mundial de Fútbol de 1998  | Francia               | Primera fase     | 3        | 0     |
| Copa de Oro de la Concacaf 2000 | Estados Unidos        | Primera fase     | 2        | 0     |
| Copa Asiática 2000              | Líbano                | Tercer puesto    | 5        | 0     |
| Copa Confederaciones 2001       | Corea del Sur / Japón | Primera fase     | 3        | 0     |
| Copa Mundial de Fútbol de 2002  | Corea del Sur / Japón | Cuarto puesto    | 7        | 0     |

## Palmarés

### Como futbolista

#### Campeonatos nacionales
| Título                        | Club           | País          | Año  |
| ----------------------------- | -------------- | ------------- | ---- |
| Liga Semiprofesional de Corea | Sangmu         | Corea del Sur | 1991 |
| K League 1                    | POSCO Atoms    | Corea del Sur | 1992 |
| Copa de la Liga de Corea      | POSCO Atoms    | Corea del Sur | 1993 |
| Korean FA Cup                 | POSCO Atoms    | Corea del Sur | 1996 |
| Copa J. League                | Kashiwa Reysol | Japón         | 1999 |

#### Campeonatos internacionales
| Título                 | Club                        | País         | Año  |
| ---------------------- | --------------------------- | ------------ | ---- |
| Universiadas           | Corea del Sur universitaria | Sheffield    | 1991 |
| Copa de Clubes de Asia | POSCO Atoms                 | Kuala Lumpur | 1997 |

(*) Incluyendo la Selección

#### Distinciones individuales
| Distinción                                    | Año  |
| --------------------------------------------- | ---- |
| Jugador Más Valioso de la K League 1          | 1992 |
| K League 1 Best XI                            | 1992 |
| K League 1 Best XI                            | 1994 |
| K League 1 Best XI                            | 1995 |
| K League 1 Best XI                            | 1996 |
| FIFA World XI                                 | 1997 |
| AFC Asian All Stars                           | 1997 |
| AFC Asian All Stars                           | 2000 |
| Equipo del Torneo de la Copa Asiática         | 2000 |
| J. League Best XI                             | 2000 |
| Balón de Bronce de la Copa Mundial de la FIFA | 2002 |
| FIFA World Cup All-Star Team                  | 2002 |
| K League 1 Best XI                            | 2002 |
| FIFA 100                                      | 2004 |
| K League 30th Anniversary Best XI             | 2013 |
| Salón de la Fama del Fútbol Asiático          | 2014 |

### Como entrenador

#### Campeonatos nacionales
| Título     | Club          | País          | Año  |
| ---------- | ------------- | ------------- | ---- |
| K League 1 | Ulsan Hyundai | Corea del Sur | 2022 |
| K League 1 | Ulsan Hyundai | Corea del Sur | 2023 |